# Coleophora flava
Coleophora flava é uma espécie de mariposa do gênero Coleophora pertencente à família Coleophoridae.